# Paul Juon
Paul Juon, född Pavel Fjodorovitj Juon 6 mars 1872 i Moskva (enl. andra källor född 8 mars), död 21 augusti 1940 i Vevey Schweiz, var en rysk kompositör. 
Juon studerade i Moskva för Jan Hrimaly i violin samt Sergej Tanejev och Anton Arenskij i komposition. Han fullborde därpå i Berlin sin teoretiska utbildning hos Woldemar Bargiel. Juon var 1896 teori- och violinlärare vid konservatoriet i Baku, året därpå åter i Berlin, där han sedan verkade fram till 1934. 1906 blev han kompositionslärare vid Berlins musikhögskola. Joun gjorde som tonsättare sin främsta insats på kammarmusikens område med en kammarsymfoni (opus 27), klaverkvintetter och kvartetter, stråkkvartetter, klavertrios, sonater med mera. Med sina tekniskt gedigna verk framstod Juon närmast som en Brahmsbefryndad romantiker, i vars epigonartade stil det ryskt-nationella draget var sekundärt.